# Chattahoochee (sång)
Chattahoochee är en singel, släppt i maj 1993 av countryartisten Alan Jackson. Den blev tredje singel ut från hans album A Lot About Livin' (And a Little 'bout Love) från 1992. Albumet är namngivet efter en textrad i låten "Chattahoochee".
"Chattahoochee" fick också countrypriset CMA som "årets låt och singel".
Låten finns också i datorspelet Karaoke Revolution Country.

## Låten
Sången är en upptempolåt om att växa upp längsmed Chattahoocheefloden som utger delar av delstatsgränsen mellan Georgia och Alabama. 
Alan Jackson berättar om låten i texthäftet till The Greatest Hits Collection: "Jim McBride och jag försökte skriva en upptempolåt och Jim kom med raden 'way down yonder on the Chattahoochee'. Det liksom började där. Det är en låt om att ha kul, växa upp och bli vuxen i en liten stad - som verkligen rör alla över landet, inte bara vid Chattahoocheefloden. Vi trodde aldrig den skulle bli så stor som den blev."
Raden "Pyramid of cans in the pale moonlight" citerades 2008 i låten "My Life's Been a Country Song" från Chris Cagles album med samma namn från 2008.

## Listplacering
"Chattahoochee" debuterade med placeringen #72 på amerikanska Billboard Hot Country Singles & Tracks för veckan den 15 maj 1993.
| Lista (1993)                                 | Topplacering |
| -------------------------------------------- | ------------ |
| Kanada (RPM Country Tracks)                  | 1            |
| USA (Billboard Hot 100)                      | 46           |
| USA (Billboard Hot Country Singles & Tracks) | 1            |

### Fotnoter
1. 1 2   (CD) The Greatest Hits Collection, Arista Records, 1995
2. ↑  ”Alan Jackson Biography” (html). About.com. Arkiverad från originalet den 7 april 2009. https://web.archive.org/web/20090407015726/http://countrymusic.about.com/cs/alanjackson/p/blprajackson.htm. Läst 7 augusti 2007.

Den här artikeln är helt eller delvis baserad på material från engelskspråkiga Wikipedia.